# Finishing the Hat
Finishing the Hat est une œuvre musicale de Steve Reich composée en 2011 pour deux pianos. Elle est créée par Anthony de Mare le 21 avril 2012 à New York.

## Historique
Composée en 2011, cette pièce pour deux pianos est un arrangement par Steve Reich du thème principal homonyme de la comédie musicale Sunday in the Park with George (1984) de Stephen Sondheim,.
La première mondiale de la pièce a lieu le 21 avril 2012 au Symphony Space (en) à New York par Anthony de Mare dans le cadre de son projet sur trois ans de commandes d'arrangements des pièces de Sondheim auprès de 36 compositeurs. De Mare exécute régulièrement depuis ce morceaux avec Blair McMillen au deuxième piano.

## Structure
La pièce est composée d'un mouvement unique dont l'exécution dure environ quatre minutes.

## Discographie
- in : Liaisons: Re-Imagining Sondheim from the Piano (en), Anthony de Mare, ECM, 2015.